# Folketingets Præsidium
Folketingets Præsidium (præsidium, latin: de, der sidder foran) er den øverste ledelse af Folketinget.
Præsidiet består af Folketingets formand samt fire næstformænd. Præsidiet forestår ledelsen af Folketingets daglige administration og de politiske forhandlinger, der foregår i Folketinget. Formanden (eller næstformanden) er i Folketinget placeret ved siden af talerstolen. Hvervet som formand for Folketinget regnes for at være landets fornemste, hvorfor formanden oppebærer en gage, der er på niveau med statsministerens.
Præsidiet vælges på det første møde, hvor Folketinget træder sammen ved begyndelsen af en folketingssamling, ligesom der ved nyvalg til Folketinget vælges et nyt præsidium. Præsidiet vælges af hele Folketinget. Reelt er det dog kun formanden, der vælges direkte, idet de fire største partier i Folketinget, udover det parti formanden tilhører, besætter næstformandsposterne i rækkefølge efter størrelse. Folketingets præsidium består således i praksis altid af repræsentanter for de fem største partier i Folketinget (idet det dog er teoretisk muligt at et parti udover de fem største besætter formandsposten). Hvis to grupper har lige mange mandater, sker afgørelsen ved lodtrækning. Det er sket flere gange i historien.
Den primære opgave for formanden (og næstformændene) er at lede de omkring 100 møder, der årligt afholdes i folketingssalen. Det er formanden, der sørger for, at folketingsmedlemmerne får ordet i den rigtige rækkefølge, ligesom vedkommende påser, at reglerne for taletidens længde overholdes. Det er også formanden, der skrider ind, hvis et folketingsmedlem bruger direkte tale overfor en kollega, som ifølge tingets retningslinjer skal tituleres med hr. og fru.
Folketingets præsidium har desuden det overordnede ansvar for Folketingets administration og dermed også ansvaret for Folketingets ansatte.

## Folketingets Præsidium i folketingsåret 2024-25[1]
- Formand: Søren Gade (V)
- 1. næstformand: Leif Lahn Jensen (A)
- 2. næstformand: Henrik Frandsen (M)
- 3. næstformand: Karsten Hønge (F)
- 4. næstformand: Karina Adsbøl (Æ)